# Wallernhausen
Wallernhausen ist ein Stadtteil von Nidda im hessischen Wetteraukreis.

## Geographische Lage
Wallernhausen liegt südöstlich von Nidda an der Landesstraße 3184 von Nidda nach Bobenhausen, der Kreisstraße 202 in den Niddaer Ortsteil Fauerbach sowie der „K 203“, die direkt zur westlich Wallernhausens verlaufenden Bundesstraße 457 führt. Am Ortsende in Richtung Ranstadt / B 457 befinden sich das Bürgerhaus und der Sportplatz mitsamt Sportlerheim des FC Wallernhausen.
Die nächsten Autobahnanschlüsse sind an der Bundesautobahn 45 im Norden die Anschlussstelle Wölfersheim und im Süden die Anschlussstelle Florstadt.

## Geschichte

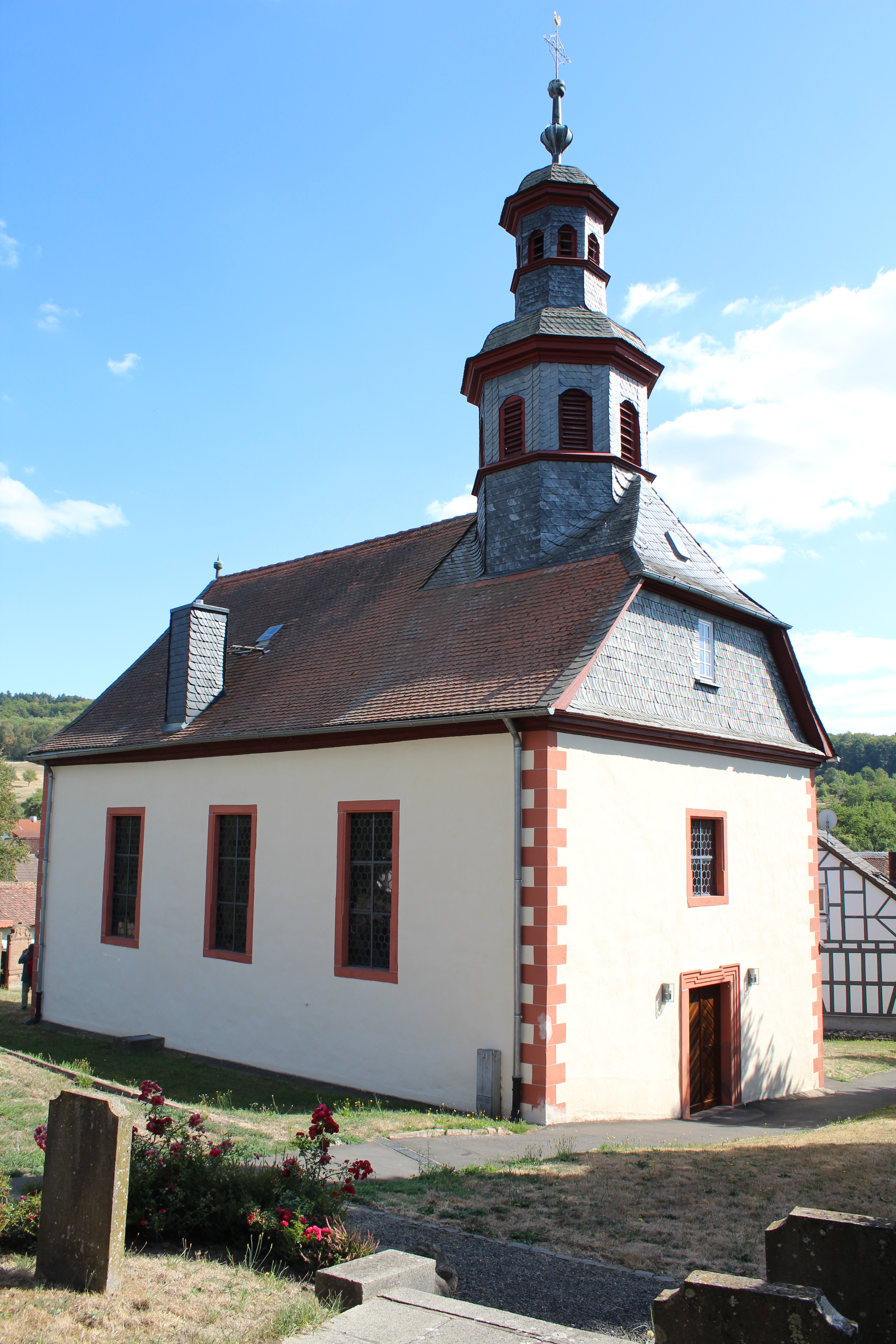
Evangelische Kirche

### Ortsgeschichte
Die älteste bekannte schriftliche Erwähnung von Wallernhausen erfolgte im Jahr 1187 unter dem Namen Wanoldeshusen.
Eine weitere Erwähnung als Waldradehusen erfolgte am 5. April 1299. Im Jahr 1299 wird ein Pleban erwähnt. 1359 besaß der Ort eine eigene Pfarrei. 1493 schenkten die Landgrafen von Hessen den Ort der Johanniterkommende in Nidda. Ab 1787 gehörte der Ort zur Landgrafschaft Hessen-Darmstadt und zum Amt Nidda. Die barocke Kirche ersetzte 1740 den mittelalterlichen Vorgängerbau.
Die Statistisch-topographisch-historische Beschreibung des Großherzogthums Hessen berichtet 1830 über Wallernhausen:

„Wallernhausen (L. Bez. Nidda) evangel. Pfarrdorf; liegt 1⁄2 St. von Nidda, hat 132 Häuser und 682 Einwohner, die alle evangelisch sind, so wie 1 Kirche, 1 neues Schulhaus und 2 Höfe, nemlich Bieberberg und Finkenloch. Von den Einwohnern gehören 126 zum Bauernstand und 12 treiben bürgerliche Gewerbe. – Wallernhausen hatte schon im 14. Jahrhundert eine Pfarrkirche.“

Im Zuge der Gebietsreform in Hessen fusionierten am 1. Dezember 1970 die bis dahin selbständigen Gemeinden Bad Salzhausen, Borsdorf, Fauerbach bei Nidda, Geiß-Nidda, Harb, Kohden, Michelnau, Ober-Lais, Ober-Schmitten, Ober-Widdersheim, Stornfels, Ulfa, Unter-Schmitten, Wallernhausen und die Stadt Nidda zur neuen Stadt Nidda. Für die ehemals eigenständigen Gemeinden sowie für die Kernstadt Nidda wurden Ortsbezirke mit Ortsbeirat und Ortsvorsteher nach der Hessischen Gemeindeordnung eingerichtet.
Am 13. Juli 2014 wurden durch ein Unwetter Straßen und Häuser so stark beschädigt, dass für den Ort Finanzhilfen beim Land beantragt wurden.

### Verwaltungsgeschichte im Überblick
Die folgende Liste zeigt die Staaten und Verwaltungseinheiten, denen Wallernhausen angehört(e):

- Vor 1450: Heiliges Römisches Reich, Grafschaft Ziegenhain, Amt Nidda
- ab 1450: Heiliges Römisches Reich, Landgrafschaft Hessen, Amt Nidda
- ab 1567: Heiliges Römisches Reich, Landgrafschaft Hessen-Marburg, Amt Nidda
- 1604–1648: Heiliges Römisches Reich, strittig zwischen Landgrafschaft Hessen-Darmstadt und Landgrafschaft Hessen-Kassel (Hessenkrieg)
- ab 1604: Heiliges Römisches Reich, Landgrafschaft Hessen-Darmstadt, Amt Nidda
- 1787: Heiliges Römisches Reich, Landgrafschaft Hessen-Darmstadt, Amt Nidda und Lißberg
- ab 1806: Großherzogtum Hessen,[Anm. 2] Fürstentum Oberhessen, Amt Nidda[11]
- ab 1821: Großherzogtum Hessen, Provinz Oberhessen, Landratsbezirk Nidda[Anm. 3]
- ab 1832: Großherzogtum Hessen, Provinz Oberhessen, Kreis Nidda
- ab 1848: Großherzogtum Hessen, Regierungsbezirk Nidda
- ab 1852: Großherzogtum Hessen, Provinz Oberhessen, Kreis Nidda
- ab 1867: Norddeutscher Bund,[Anm. 4] Großherzogtum Hessen, Provinz Oberhessen, Kreis Nidda
- ab 1871: Deutsches Reich, Großherzogtum Hessen, Provinz Oberhessen, Kreis Nidda
- ab 1874: Deutsches Reich, Großherzogtum Hessen, Provinz Oberhessen, Kreis Büdingen
- ab 1918: Deutsches Reich (Weimarer Republik), Volksstaat Hessen, Provinz Oberhessen, Kreis Büdingen
- ab 1938: Deutsches Reich, Volksstaat Hessen, Landkreis Büdingen[12][Anm. 5]
- ab 1945: Amerikanische Besatzungszone,[Anm. 6] Groß-Hessen, Regierungsbezirk Darmstadt, Landkreis Büdingen
- ab 1946: Amerikanische Besatzungszone, Hessen, Regierungsbezirk Darmstadt, Landkreis Büdingen
- ab 1949: Bundesrepublik Deutschland, Hessen, Regierungsbezirk Darmstadt, Landkreis Büdingen
- ab 1971: Bundesrepublik Deutschland, Hessen, Regierungsbezirk Darmstadt, Landkreis Büdingen, Stadt Nidda
- ab 1972: Bundesrepublik Deutschland, Hessen, Regierungsbezirk Darmstadt, Wetteraukreis, Stadt Nidda

## Bevölkerung

### Einwohnerstruktur 2011
Nach den Erhebungen des Zensus 2011 lebten am Stichtag dem 9. Mai 2011 in Wallernhausen 1044 Einwohner. Darunter waren 48 (4,6 %) Ausländer. Nach dem Lebensalter waren 177 Einwohner unter 18 Jahren, 411 waren zwischen 18 und 49, 213 zwischen 50 und 64 und 246 Einwohner waren älter. Die Einwohner lebten in 399 Haushalten. Davon 108 Singlehaushalte, 111 Paare ohne Kinder und 117 Paare mit Kindern, sowie 48 Alleinerziehende und 18 Wohngemeinschaften. In 72 Haushalten lebten ausschließlich Senioren und in 276 Haushaltungen leben keine Senioren.

### Einwohnerentwicklung
| • 1791: | 469 Einwohner                       |
| • 1800: | 469 Einwohner                       |
| • 1806: | 595 Einwohner, 119 Häuser           |
| • 1829: | 382 Einwohner, 132 Häuser           |
| • 1867: | 620 Einwohner, 136 bewohnte Gebäude |
| • 1875: | 589 Einwohner, 132 bewohnte Gebäude |

| Wallernhausen: Einwohnerzahlen von 1791 bis 2022 | Wallernhausen: Einwohnerzahlen von 1791 bis 2022 | Wallernhausen: Einwohnerzahlen von 1791 bis 2022 | Wallernhausen: Einwohnerzahlen von 1791 bis 2022 | Wallernhausen: Einwohnerzahlen von 1791 bis 2022 |
| --- | ------------------------------------------------ | ------------------------------------------------ | ------------------------------------------------ | ------------------------------------------------ |
| Jahr |                                                  |                                                  |                                                  | Einwohner                                        |
| 1791 | 1791                                             |                                                  | 469                                              | 469                                              |
| 1800 | 1800                                             |                                                  | 469                                              | 469                                              |
| 1806 | 1806                                             |                                                  | 595                                              | 595                                              |
| 1829 | 1829                                             |                                                  | 620                                              | 620                                              |
| 1834 | 1834                                             |                                                  | 673                                              | 673                                              |
| 1840 | 1840                                             |                                                  | 680                                              | 680                                              |
| 1846 | 1846                                             |                                                  | 715                                              | 715                                              |
| 1852 | 1852                                             |                                                  | 633                                              | 633                                              |
| 1858 | 1858                                             |                                                  | 675                                              | 675                                              |
| 1864 | 1864                                             |                                                  | 644                                              | 644                                              |
| 1871 | 1871                                             |                                                  | 612                                              | 612                                              |
| 1875 | 1875                                             |                                                  | 589                                              | 589                                              |
| 1885 | 1885                                             |                                                  | 579                                              | 579                                              |
| 1895 | 1895                                             |                                                  | 564                                              | 564                                              |
| 1905 | 1905                                             |                                                  | 605                                              | 605                                              |
| 1910 | 1910                                             |                                                  | 617                                              | 617                                              |
| 1925 | 1925                                             |                                                  | 626                                              | 626                                              |
| 1939 | 1939                                             |                                                  | 596                                              | 596                                              |
| 1946 | 1946                                             |                                                  | 902                                              | 902                                              |
| 1950 | 1950                                             |                                                  | 904                                              | 904                                              |
| 1956 | 1956                                             |                                                  | 782                                              | 782                                              |
| 1961 | 1961                                             |                                                  | 758                                              | 758                                              |
| 1967 | 1967                                             |                                                  | 780                                              | 780                                              |
| 1970 | 1970                                             |                                                  | 781                                              | 781                                              |
| 1980 | 1980                                             |                                                  | ?                                                | ?                                                |
| 1990 | 1990                                             |                                                  | ?                                                | ?                                                |
| 1996 | 1996                                             |                                                  | 1.204                                            | 1.204                                            |
| 2000 | 2000                                             |                                                  | 1.186                                            | 1.186                                            |
| 2006 | 2006                                             |                                                  | 1.127                                            | 1.127                                            |
| 2010 | 2010                                             |                                                  | 1.123                                            | 1.123                                            |
| 2011 | 2011                                             |                                                  | 1.044                                            | 1.044                                            |
| 2016 | 2016                                             |                                                  | 1.044                                            | 1.044                                            |
| 2019 | 2019                                             |                                                  | 988                                              | 988                                              |
| 2022 | 2022                                             |                                                  | 977                                              | 977                                              |
| Datenquelle: Historisches Gemeindeverzeichnis für Hessen: Die Bevölkerung der Gemeinden 1834 bis 1967. Wiesbaden: Hessisches Statistisches Landesamt, 1968. Weitere Quellen: LAGIS; Stadt Nidda; Zensus 2011 |                                                  |                                                  |                                                  |                                                  |

### Historische Religionszugehörigkeit
| • 1829: | 682 evangelische (= 100 %) Einwohner                                  |
| • 1961: | 666 evangelische (= 87,86 %) und 85 katholische (= 11,21 %) Einwohner |

## Politik
Ortsvorsteher ist Kai Könnecke (Stand April 2024).

## Kulturdenkmäler
Siehe: Liste der Kulturdenkmäler in Wallernhausen

## Wirtschaft und Infrastruktur

### ÖPNV
- In Wallernhausen befinden sich drei Bushaltestellen der RMV-Buslinie FB-80 bzw. RKH-interne Bezeichnung „5580“ von Nidda (Bahnhof) nach Gedern (Altes Rathaus), deren Haltestellen sind (von Nidda in Richtung Gedern): „Zum Wartberg“, „Ortsmitte“ und „Schwimmbad“, in „Ortsmitte“ von L 3184 auf K 202
- Der nächste Regionalbahnhof mit Wochenendverkehr ist der Bahnhof Nidda. Dort verkehren Regionalbahnen der HLB nach Friedberg, im Berufsverkehr verkehren einige DB-Züge als RE weiter von/bis Frankfurt Hbf. Des Weiteren ist Nidda ein Halt auf der Bahnstrecke Gießen–Gelnhausen (Lahn-Kinzig-Bahn).
- Die nächsten Fernbahnhöfe (IC) sind in Gießen und Friedberg (Hessen)
- Die nächsten ICE-Halte sind Frankfurt (Main) Hauptbahnhof und Hanau Hauptbahnhof
- Der nächste Regionalflughafen ist der Flugplatz Reichelsheim, der nächste Fernflughafen ist der Flughafen Frankfurt Main.

### Nahversorgung
In Wallernhausen existieren u. a.
- Ein kleines Freibad, das mit Hilfe engagierter Bürger betrieben wird. Es ist das einzige der beiden kommunalen Freibäder, welches nicht in der Kernstadt liegt.
- Die einzige Apfelwein-Kelterei der Gemeinde Nidda
- Drei Gaststätten/Wirtschaften
- Eine Autowerkstatt
- Ein Grabsteinhersteller/Steinmetzbetrieb
- Eine Möbelschreinerei
- Bis zum Jahr 2003 existierte auch eine Grundschule der 1. und 2. Klasse.

## Söhne und Töchter des Ortes
- Heinrich Christoph Nebel (1745–1786), Literaturwissenschaftler, Rhetoriker und lutherischer Theologe